# Australomimetus aurioculatus
Australomimetus aurioculatus là một loài nhện trong họ Mimetidae.
Loài này thuộc chi Australomimetus. Australomimetus aurioculatus được miêu tả năm 1929 bởi Hickman.